# Oasenflug 1937
Der Oasenflug 1937 war der letzte von insgesamt drei vom Ägyptischen Aeroclub international ausgeschriebenen Oasenflug-Wettbewerbe. Er fand vom 22. bis 26. Februar 1937 statt und wurde von Hauptmann Bloomberg auf einer mit Dieselmotoren ausgerüsteten Junkers Ju 86 gewonnen.

## Wettbewerbsbedingungen
Der Wettbewerb war offen für alle Flugzeuge aus nationaler und internationaler Produktion und beinhaltete folgende Disziplinen:
1. Höchstgeschwindigkeit
2. Niedrigster Kraftstoffverbrauch pro Passagiermeile
3. Reichweite
4. Erreichte Navigationspunkte (Wendepunkte)

Daneben wurden in einer technischen Prüfung die Reisebequemlichkeit, Sicherheit, Sicht aus der Kabine etc. bewertet. Der Flug selbst teilte sich in zwei getrennte Wettbewerbe: der Oasenrundflug als Navigationsaufgabe und der Geschwindigkeitsflug. 41 Teilnehmer aus 11 Nationen nahmen im Jahre 1937 daran teil. Im Einzelnen waren aus Deutschland 4 Flugzeuge gemeldet, Ägypten nahm mit 5 Flugzeugen teil, des Weiteren Belgien (2), England (9), Frankreich (10), Italien (3), Österreich (1), Polen (1), Rumänien (1), Syrien (1) und die Tschechoslowakei (4).

## Ablauf
Die deutschen Flieger waren allesamt mit ihren Flugzeugen per Luftreise nach Ägypten gelangt und hatten unterwegs wegen Wetterproblemen ungewollte Pausen einlegen müssen. Nach Ankunft aller Teilnehmer wurde am 22. Februar die technische Prüfung abgenommen und am 23. Februar gab der Präsident des Ägyptischen Aeroclubs den Start für die 2300 km lange Flugstrecke frei.
Die Flugstrecke führte von Kairo nach Ghobit am Suezkanal. In Hurghada wurde zwischengelandet, wo bereits der erste Teilnehmer mit gebrochenem Fahrgestell ausfiel. Weiter wurde dann über Luxor das erste Tagesziel Assuan nach 810 km Flugstrecke erreicht. Am zweiten Tag ging der Flug über die Strecke von Assuan nach Luxor. Der darauffolgende dritte Wettbewerbstag war als Ruhetag geplant.
Jedes Flugzeug hatte, um eine möglichst hohe Punktzahl zu bekommen, ein hohes Fluggewicht geladen. Die Ju 86 flog mit elf Personen an Bord, die Bf 108 hatte drei Personen mit zusätzlichem Gepäck an Bord. Aufgrund der hohen Außentemperaturen sinkt rein physikalisch bedingt die Motorleistung, was eben in Zusammenwirken mit dem hohen Fluggewicht für sehr lange Abhebestrecken sorgte und nebenbei auch noch einige Fahrgestellschäden verursachte. Die Bf 108 von Thomsen war am Ende der Sandpiste noch nicht abgehoben und der Pilot Thomsen rollte noch unter einem Telegrafenkabel hindurch, bis er dann genug Fahrt hatte, um vom Boden los zu kommen.
Am vierten Wettbewerbstag war der Start zum Oasenrundflug. Er führte 1105 km über die Oasen El Kharga (Wendepunkt), Dhakla (Zwischenlandung), Farafra (Wendepunkt), Baharia (Zwischenlandung) nach Kairo.
Die Orientierung war schwer, weil das Kartenmaterial im Maßstab 1:1.000.000 nicht optimal war und die Landschaft sich durch Windverwehungen ständig veränderte. Immer wieder kam es zu Startschwierigkeiten wegen schlechter und weicher Pisten und nicht voll abrufbarer Motorleistung. Insgesamt gab es sechs Ausfälle wegen technischer Probleme und einen aufgrund von Disqualifikation. Der deutsche Pilot Karl Schwabe beschädigte beim Start in Dhakla sein Fahrgestell und wusste, dass er bei der nächsten Landung einen Überschlag erleiden könnte. Er entschloss sich mit seiner Klemm beim nächsten Landepunkt weiter außerhalb des Flugfeldes zu landen, um die weiteren Teilnehmer nicht zu gefährden, überschlug sich tatsächlich und blieb glücklicherweise unverletzt.

## Ergebnisse
In Kairo angekommen, starteten die verbliebenen Flugzeuge zum Geschwindigkeitswettbewerb über insgesamt 498 km. Die ersten vier kamen wie folgt ins Ziel:
1. Zapetta auf FN Nardi 305 mit 297,74 km/h
2. Hansez auf Simoun mit 283,25 km/h
3. Lumiere auf Simoun mit 275,2 km/h
4. Thomsen auf Bf 108 mit 252,87 km/h

Das Endergebnis lautete:
1. Platz: Freiherr Speck v. Sternburg, Hauptmann v. Bloomberg, Hauptmann v. Salomon, Funker Posner (alle Deutschland) auf Junkers Ju 86 (D-AKOP)
2. Platz: Otto Thomsen, Dempewolf (beide Deutschland) auf Messerschmitt Bf 108
3. Platz: Guy Hansez auf Caudron-Simoun (Belgien)
4. Platz: W. v. Gronau (Deutschland) auf Messerschmitt Bf 108
5. Platz: P. G. Aldrich-Blake (England) auf Percival Vega Gull
6. Platz: De Chateubrun (Frankreich) auf Percival Vega Gull
7. Platz: Ambrus (Tschechoslowakei) auf Zlín Z-XII
8. Platz: Ahmed Salem (Ägypten) auf De Havilland DH.85 Leopard Moth.

Die beiden teilnehmenden Bf 108 errangen in der Wertung der Reisebequemlichkeit die beiden ersten Plätze, Dritte wurde die Potez 56, Vierte die Junkers 86, Fünfte die Farman F.402.
Der Sieg der Junkers Ju 86 war durch einen hohen technischen Aufwand gelungen. Die beiden Jumo-Dieselmotoren der Ju 86 waren sehr sparsam und gewann alle hier möglichen Punkte und Wettbewerbe. Zudem war die Besatzung sehr umfangreich, es gab zwei Piloten, einen Funker, einen Navigator und Techniker. Der zweite Platz der Bf 108 ist hier recht hoch zu bewerten, weil sie als einmotoriges Flugzeug mit 100 kg Überladung nur zu zweit geflogen wurde und somit die Belastung für die beiden Piloten ungleich höher war als für die Junkers-Besatzung, die zudem noch über zwei Motoren verfügte.